# Stephen Colbert
Stephen Tyrone Colbert (Charleston, Dél-Karolina, 1964. május 13. –) tízszeres Primetime Emmy-díjas amerikai humorista, szatíraíró, színész. Leginkább a The Daily Show című amerikai televíziós műsorból ismert. 2005 októberében indult útjára saját műsora, The Colbert Report címmel. Ez utóbbi egy szatirikus paródiája a műsorvezető személyére épülő amerikai hír- és véleményformáló műsoroknak (például a The O'Reilly Factor). A Time magazin 2006-ban a 100 legbefolyásosabb ember közé sorolta.

## Személyes életrajz

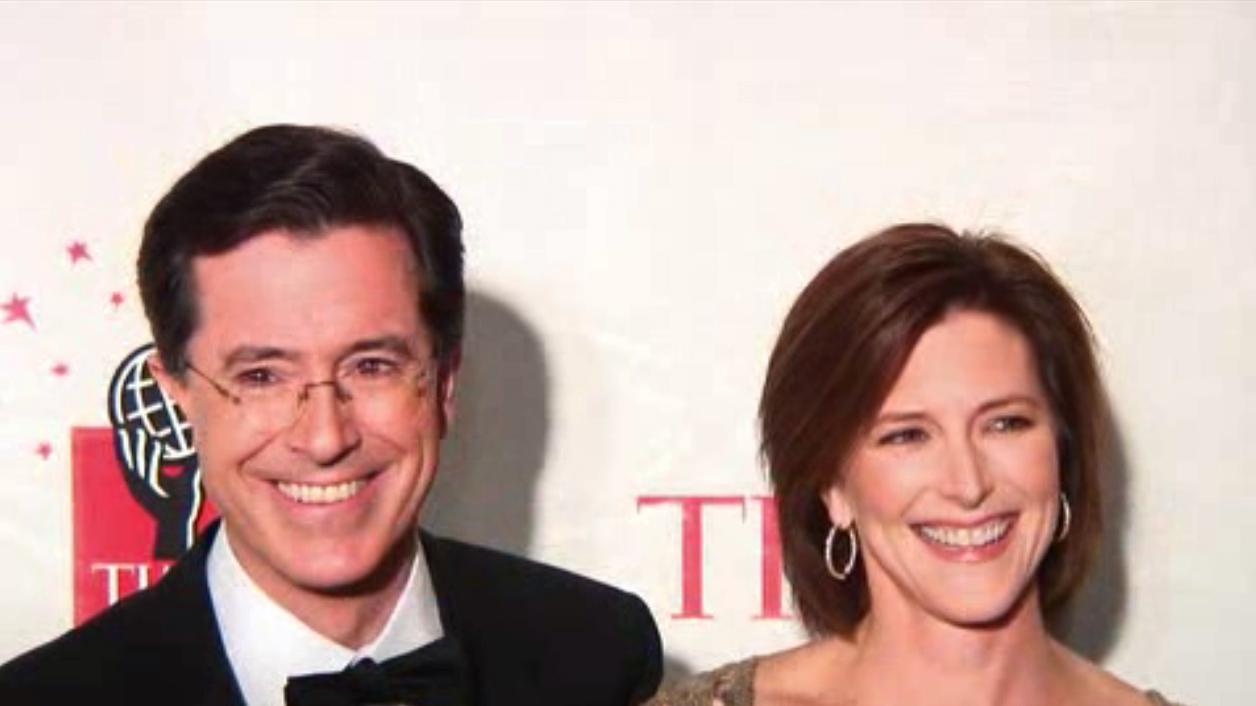
Colbert és felesége

Stephen Colbert a dél-karolinai Charlestonban született. Katolikus családban nőtt fel tizenegy testvérével. Ő a legfiatalabb közülük. Apja James Colbert, anyja Lorna Colbert.
1974. szeptember 11-én apja és két fiútestvére, Peter és Paul életüket vesztették egy repülőgép-szerencsétlenségben: az Eastern Airlines 212-es járatával utaztak, amikor a repülőgép leszállás közben lezuhant az észak-karolinai Charlotte-ban.
Felesége Evelyn McGee-Colbert. Három gyermekük van, Madeline, Peter és John.
Saját bevallása szerint nem különösebben érdekelte a politika, mielőtt a The Daily Show stábjához csatlakozott volna. Önmagát demokrata pártinak vallja. Gyakorló katolikus és a vasárnapi iskolában is tanít. Vezetékneve ír és francia eredetű.

## Szakmai életrajz

### Korai időszak
Colbert először a The Second City nevű színtársulattal lépett színpadra Chicagóban. Később lehetőséget kapott hogy résztvegyen egy új szórakoztató televíziós műsor létrehozásában, ezért kilépett a színtársulatból, majd Chicagóból New Yorkba költözött. Az új műsor az Exit 57 címet viselte, és 1995 és 1996 között 12 részt élt meg. Bár a sorozat nem tartott sokáig, mégis igen sikeres volt.
Az Exit 57 befejezése után Colbert rövid ideig dolgozott a The Dana Carvey Show-nak és a Saturday Night Live-ban is. Nem sokkal ezután humoros tudósításokat adott az ABC televízióstársaság Good Morning America című reggeli műsorának. Bár összesen csak két ilyen tudósítást vettek fel, és mindössze csak egy került adásba, mégis ez hívta fel Colbert-re a The Daily Show akkori producerének, Madeline Smithbergnek a figyelmét. Smithberg 1997-ben próbaidőre szerződtette Colbertet.

### Colbert aThe Daily Show-ban
Colbert a The Daily Show második évada közben csatlakozott a csapathoz. A műsort akkor még Craig Kilborn vezette. Colbert a műsorban a négy helyszíni tudósító egyikeként szerepelt. 1999-ben Craig Kilborn helyét Jon Stewart vett át, aki azóta is a műsor vezetője. A műsor témaválasztása ekkor lett hangsúlyosan politikai hangvételű, és ettől az időszaktól kezdett felfelé ívelni a népszerűsége is, különösen a 2000-ben zajló amerikai elnökválasztás idején.
Colbert a saját helyszíni tudósító karakterét a következőképpen írta le: "olyan hülye vagyok, aki egész életében azt játssza el, hogy nem hülye", azaz olyan személyt formál meg, aki elég informált ahhoz, hogy leplezze butaságát, de attól még buta marad. Ezt a karaktert az NBC televíziótársaság Dateline NBC című hírmagazinműsorának egyik társműsorvezetőjéről, Stone Philipsről mintázta.
Colbert volt Jon Stewart általános helyettese a műsorban.

### Colbert saját műsora: aThe Colbert Report
2005. október 17-én indult útjára saját műsora, a The Colbert Report, mely a hagyományos amerikai televíziós hírműsorok paródiája. Colbert jellemzően egy hetvenkedő és tudálékos jobboldali-konzervatív televíziós személyiség szerepét ölti magára. A műsor, a The Daily Show-val ellentétben, kevésbé fókuszál a napi eseményekre, inkább a műsorvezető által megformázott személyiség van a központban.
A műsor alapötlete eredetileg a The Daily Show részeként jelent meg. Később az ötletet továbbfejlesztették, majd a kidolgozott tervre a Comedy Central televíziócsatorna is rábólintott. A televíziótársaságnak ez pont kapóra jött, mivel úgyis bővíteni szerették volna a The Daily Show fél órás műsoridejét. A The Colbert Report erősen kezdett, az első hét folyamát átlagosan 1,2 millió néző volt kíváncsi a műsorra. Hamar a Comedy Central csatorna egyik legnézettebb műsorává vált, amely egy hónap után már hosszútávú szerződést is kötött a készítőkkel.

### Filmszínészi pályája
1993–2021 között 44 filmben és tévésorozatban szerepelt.

### Stephen Colbert és Magyarország

#### M0-s híd szavazás
Stephen Colbert személye, műsora és a műsorban megformált karaktere nagyrészt ismeretlen a magyar emberek előtt. Relatív ismertségre akkor tett szert, amikor a Gazdasági és Közlekedési Minisztérium internetes szavazásra bocsátotta az épülő északi M0-s híd leendő nevét. Mivel a szavazásra bárki bármilyen nevet jelölhetett, így – a magyar szavazóknak hála – hamar az első helyen szerepelt Chuck Norris neve. A furcsa eredményről beszámolt a nemzetközi média is. Stephen Colbert ez alapján hozta fel a témát 2006. augusztus 9-i műsorában. Elmondta, hogy a Magyar Kormány által kiírt szavazáson jelenleg Chuck Norris vezet, több mint háromszor annyi szavazattal, mint Szent István király. Gratulált a magyaroknak, hogy „egy igazi amerikai hőst választottak”, majd megjegyezte: „mivel a „Walker, a texasi kopó” című sorozat már néhány éve nincs műsoron, ezért nem gondolják hogy jobban hangzana a Stephen Colbert híd?”. Ezután megkérte a magyarokat és a nézőket, hogy látogassák meg a szavazás honlapját, és szavazzanak rá.
Colbert egy héttel később, a 2006. augusztus 15-i műsorban ismét szóba hozta a témát. Közölte, hogy Chuck Norris már csak az ötödik, és hogy jelenleg Zrínyi Miklós vezet. Colbert a műsorban elmondta, hogy addig 1774 szavazatot kapott. Ezután ismét felszólította a nézőket, hogy szavazzanak rá. Részletesen elmondta, hogy mit kell tenni a szavazni szándékozó amerikai nézőknek a magyar nyelvű oldalon. A nézőközönség soraiban nagy derültséget keltett, ahogyan Colbert kiejtette a számukra furcsa magyar szavakat.
Másnap ismét szóba került a névadó szavazás. Nagy derültséget okozott a nézők soraiban, hogy egy nap alatt 438 049 szavazatot sikerült összegyűjteni, ami 1 586 697 szavazattal kevesebb, mint a listát vezető Zrínyi Miklós nevére leadott szavazatok száma. „Elkaplak, Zrínyi! Micsoda seggfej!” mondta ekkor a mellette megjelenő Zrínyi-képre bökve. „De ennél is fontosabb, hogy hivatalosan is megelőztük Chuck Norrist.”. Ezután a ColbertNation.com oldalra hívta fel a figyelmet, ahol egy olyan link állt az amerikai nézők rendelkezésére, amellyel „kikerülhetik a sok olvashatatlan magyar szöveget”.
Legközelebb 2006. augusztus 22-én sugárzott műsorban került ismét szóba a szavazás. A műsorban egy számláló jelent meg a képen, amin látható volt, hogy összesen 17 231 724 szavazatot kapott a Stephen Colbert híd. „Ez 15 millióval több, mint amennyit a 16. századi Zrínyi Miklós kapott” – mondta. „Egyébként szeretnék elnézést kérni a Zrínyi-rajongóktól, mert legutóbb seggfejnek hívtam őt. (…) Azt hiszem itt az ideje felhagyni a szavazással és kitenni a Feladat Teljesítve transzparenst. Tekintettel arra, hogy a 17 millió szavazat 7 millióval több, mint amennyien összesen Magyarországon élnek. Emellett a Magyar Kormány megváltoztatta a szavazás menetét, és ezentúl regisztrálni kell minden egyes szavazat leadásához. (…) Egy dolgot viszont megtudtam az esetből. Mégpedig, hogy a „híd” szó azt jelenti, hogy híd. Csak találgatok, de ez a szó van mindenhol az oldalon. De azt is megtudtam, hogy a magyarok büszke és nagyszerű emberek. Ma este a Report tiszteleg előttük.”. Ekkor pár pillanat erejéig egy Stephen Colbert tiszteleg Magyarország előtt feliratú kép jelent meg, cigányzene aláfestéssel. „Természetes számomra, hogy a magyarok előtt tisztelegjek, mivel részben magam előtt is tisztelgek. Sokan tudják, hogy tizenharmad részben csikaszó indián vagyok, de egy másik tizenharmad részem viszont magyar.” A képernyőn Colbert egész alakos képe volt látható ekkor, amin egy a lábfejére mutató nyíl volt látható magyar felirattal. „Szent István után Magyarország történelme a folytonos megszállásokról szólt. Kezdődött a tatárokkal és a törökökkel, majd a nácikkal és a szovjetekkel. Gyakorlatilag kiérdemlik a Közép-Európa legmeggyötörtebb országa címet.” A rövid történelemóra után, Colbert említést tett a magyar találmányokról is. „Tudják, nem tiszteleghetnek Magyarország előtt anélkül, hogy ne tisztelegnének a sok találmány előtt, amit megosztottak velünk. A BASIC programozási nyelv, a Rubik-kocka és a golyóstoll. Magyarországnak hála, mi itt Amerikában könnyedén be tudjuk azonosítani nemzetünk stréberjeit.” A képen ekkor egy idiótán vigyorgó, fehér inges, szemüveges, professzorszerű ember volt látható, kezében egy Visual Basic könyvvel és egy Rubik-kockával. „Szóval, gratulálok, Magyarország. Megtudtunk rólatok néhány dolgot. Ha rólam neveztek el egy hidat, akkor (…) ti is megtudhattok még többet rólam. Például, hogy ki a fene vagyok egyáltalán.”
A szavazás első fordulóját tehát Colbert nyerte, mivel a szavazórendszer semmilyen biztosítást nem tartalmazott, így könnyedén lehetett manipulálni. Az augusztus 21-én életbe lépett második fordulót, amelybe a legtöbb szavazatot kapott 25 név jutott be, már e-mailes regisztrációhoz kötötték. Ennek ellenére ezt a rendszert is könnyedén sikerült manipulálni, így a végül a 2006. szeptember 8-án lezárult második fordulót is Stephen Colbert nyerte, igaz, csupán 93163 szavazattal, az összes szavazat mintegy 25%-ával.
A téma legközelebb szeptember 14-én került adásba, amikor Simonyi András, Magyarország egyesült államokbeli nagykövete a műsor vendége volt. Simonyi átadott Colbertnek egy hivatalos nagyköveti pecséttel ellátott okiratot, amelyben a Magyar Köztársaság Külügyminisztériuma gratulál Stephen Colbertnek a szavazás megnyeréséhez. Az okirat arról is tájékoztat, hogy annak, hogy a hidat valóban Colbertről nevezzék el, két feltétele van:
1. Stephennek folyékonyan kell tudnia magyarul – ezt Simonyi egy „villámtesztet” követően (Colbert ismét kimondta Zrínyi Miklós nevét, valamint elmondta, hogy a „híd” szó hidat jelent) készséggel tanúsította.
2. Colbertnek halottnak kell lennie.

Az oklevéllel együtt Simonyi átnyújtott egy magyar útlevelet, és 10 000 forintot költőpénznek, majd felajánlotta Colbertnek, hogy látogassa meg az építkezést.
A híd végül a szavazás második fordulójába be sem jutott Megyeri híd nevet kapta a bizottságtól.

#### Vélemények
Az első forduló meglepő eredménye felkeltette a magyar közönség figyelmét is. Futótűzként terjedt a YouTube-on látható videó linkje, melyben Colbert seggfejnek titulálja Zrínyit. Sokan dühödt és felháborodott hozzászólásokat írtak a colbertnation.com oldal fórumába. Mások viszont viccesnek találták a történetet, és támogatásukról biztosították a szavazásban részt vevő amerikaiakat.
Megszólalt az ügyben a Minisztérium illetékese, és a Fidesz is. Merényi Miklós, a Gazdasági és Közlekedési Minisztérium kommunikációs igazgatója viccesnek találta a műsort. A Fidesz nevében Cser-Palkovics András adott ki nyilatkozatot, amelyben mind a kijelentést, mind a GKM reakcióját elítélte.

### Honlapok
- Hivatalos oldal
- Stephen Colbert a PORT.hu-n (magyarul)
- Stephen Colbert az Internetes Szinkronadatbázisban (magyarul)
- Stephen Colbert az Internet Movie Database-ben (angolul)
- Stephen Colbert a Rotten Tomatoeson (angolul)
- A The Colbert Report hivatalos honlapja Archiválva 2007. október 19-i dátummal a Wayback Machine-ben (angolul)
- ColbertNation.com – A The Colbert Report nem hivatalos honlapja (angolul)

### Cikkek
- Hídnévszavazás: lezárult, de nincs eredménye – Index, 2006. szeptember 8.
- Hídnévbörleszk: három halott Colbert és a mangalica – Index, 2006. augusztus 24.
- Merényinek tetszett Zrínyi Miklós amerikai gyalázása[halott link] – Magyar Nemzet Online, 2006. augusztus 24.
- Colbert híd? – Tökéletes választás! – Népszabadság Online, 2006. augusztus 24.
- A Fidesz szerint nem humoros Zrínyi gyalázása – FigyelőNet, 2006. augusztus 24.
- Egy amerikai humorista nyerte a hídnévadó versenyt[halott link] – RTL Klub Online, 2006. augusztus 23.
- Öldöklő amerikai küzdelem a magyar hídnévért – Index, 2006. augusztus 23.
- A seggfej Zrínyi előtt amerikai humorista nyerte a hídnévversenyt – Index, 2006. augusztus 22.
- Simonyi András a hídembernél – Index, 2006. szeptember 15.
- A tíz legviccesebb ember a világon – Origo, 2009. április 8.
- Az ember, akiről majdnem hidat neveztünk el – Origo, 2014. október 27.

### Video
- RTL Klub Híradó tudósítása[halott link] – RTL Klub Híradó, 2006. augusztus 23.
- A Colbert Report augusztus 15-i adása[halott link] (ComedyCentral.com)
- A Colbert Report augusztus 16-i adása[halott link] (ComedyCentral.com)
- A Colbert Report augusztus 22-i adása[halott link], a 17 milliós szavazatszám bejelentése (ComedyCentral.com)
- A Colbert Report augusztus 22-i adása[halott link], tisztelgés Magyarország előtt (ComedyCentral.com)
- A Colbert Report szeptember 14-i adása[halott link], Simonyi András nagykövet átadja Colbertnek magyar útlevelét és a győzelem igazolását